# Alforja (kommun)
Alforja är en kommun i Spanien.   Den ligger i provinsen Província de Tarragona och regionen Katalonien, i den östra delen av landet, 400 km öster om huvudstaden Madrid. Antalet invånare är 1 865. Arean är 38 kvadratkilometer. Alforja gränsar till L'Aleixar, Arbolí, Les Borges del Camp, Duesaigües, Maspujols, Pradell de la Teixeta, Vilaplana, Riudecols och Porrera. 
Terrängen i Alforja är kuperad.